# Ben Howe
Ben Howe (ur. 6 grudnia 1974 w Crawley) – brytyjski żużlowiec.

## Życiorys
Dwukrotny medalista młodzieżowych indywidualnych mistrzostw Wielkiej Brytanii: złoty (1995) oraz srebrny (1994). Trzykrotny uczestnik finałów indywidualnych mistrzostw Wielkiej Brytanii (najlepszy wynik: Coventry 1996 – XI miejsce). Złoty medalista indywidualnych mistrzostw Szkocji (1994).
Dwukrotny uczestnik finałów indywidualnych mistrzostw świata juniorów (najlepszy wynik: Tampere 1995 – VI miejsce). Uczestnik finału zamorskiego, eliminacji indywidualnych mistrzostw świata (Coventry 1996 – XI miejsce).
W lidze brytyjskiej reprezentant klubów Ipswich Witches (1991-1997, 1999, 2003), Poole Pirates (1997), King’s Lynn Stars (1998), Hull Vikings (1999) oraz Newport Wasps (2000, 2002).